# Kjartan
Kjartan  è un nome proprio di persona norvegese maschile.

## Origine e diffusione
Si tratta della forma moderna di Mýrkjartan, un antico nome norreno risultato dall'adattamento dell'irlandese Muirchertach. Secondo un racconto, il nome Kjartan sarebbe stato creato in Islanda, troncando l'originale, da Olaf il Pavone (figlio di Melkorka, a sua volta figlia di Muirchertach mac Néill), per commemorare il suo nonno materno.
Per quanto riguarda Muirchertach, nome che venne portato da alcuni re supremi d'Irlanda, come Muirchertach MacLochlainn e Muirchertach mac Ercae, il suo significato viene interpretato come "guerriero del mare" o "marinaio", e viene anglicizzato come Murtagh.

## Onomastico
Il nome è adespota, ovverosia non esistono santi che portino; l'onomastico può essere festeggiato il 1º novembre, in occasione di Ognissanti.

## Persone
- Kjartan Finnbogason, calciatore islandese
- Kjartan Fløgstad, scrittore norvegese
- Kjartan Sveinsson, tastierista islandese